# Frankofon
Frankofon er en som har fransk som modersmål eller bruger sproget som officielt sprog. Det at være frankofon bruges ikke udelukkende om personer, mens også om lande og organisationer. At være frankofon må ikke forveksles med det at være frankofil, der betyder at holde af alt hvad der er fransk og hvis modsætning er at være frankofob, som altså betyder en, der er bange for / hader alt hvad der er fransk.
Fra fransk side, gøres der meget for, at støtte udbredelsen og udviklingen af det franske sprog. Således er der oprettet flere organisationer, der støtter dem, der bruger fransk i en eller anden officiel udstrækning. Det mest kendte eksempel er nok Frankofonien, som er en sammenslutning af lande, hvor fransk på en eller anden måde bruges officielt. En anden måske mindre kendt organisation er Den internationale sammenslutning af frankofone regioner, der for øjeblikket (2012), har Ségolène Royal som formand.

## Organisationer

### La Francophonie
La Francophonie (formelt: Organisation internationale de la Francophonie), er en international organisation af stater og regioner, som benytter fransk sprog eller hvor fransk sprog og kultur har særlig betydning. La Francophonie blev grundlagt i 1970 og arbejder for at fremme fredelig sameksistens, samarbejde, solidaritet, demokrati, menneskerettigheder og bæredygtig udvikling gennem multilaterale projekter og fireårige programmer indenfor hovedsatsninger fastsat af og bestemt af La Francophonies topmøde.

### Association Internationale des Régions Francophones (AIRF)
Formålet med AIRF er at etableres samarbejder mellem de regionale frankofone organisationer og at udveksle informationer og erfaringer, der vedrører deres fælles udfordringer.
Organisationen blev oprettet i oktober 2002,
da man i den franske region Rhône-Alpes afholdt et møde med titlen: Premières Rencontres Internationales des Régions Francophones ((dansk): det første internationale møde for frankofone regioner). På mødet blev man enige om, at samarbejde på tre vigtige områder:
- Økonomisk udvikling
- Menneskelig udvikling
- Kulturel udvikling

### Association Internationale des Maires Francophones (AIMF)
Den internationale sammenslutning af frankofone borgmestre er et samarbejde hvis formål er at være:
- et netværk for lokale folkevalgte
- et samarbejde om frankofonien
- en partner for lokal udvikling

Organsationen blev stiftet i 1979 af borgmestrene fra Paris og Québec, henholdsvis Jacques Chirac og Jean Pelletier.